# Суперкубок Ємену з футболу 2010
Суперкубок Ємену з футболу 2010  — 4-й розіграш турніру. Матч відбувся 21 жовтня 2010 року між чемпіоном Ємену клубом Ас-Сакр та володарем Кубка Президента Ємену клубом Ат-Тілаль.
| Володар Суперкубка Ємену 2010 |
| ----------------------------- |
|                               |
| Ас-Сакр Перший титул          |

## Матч

### Деталі
| 21 жовтня 2010 16:00 (EEST) |

| Ас-Сакр                        | 2:1 | Ат-Тілаль       |
| ------------------------------ | --- | --------------- |
| Йорданос 45' (пен.) Файсал 62' |     | Алмі Антана 70' |

| Аль-Тавра Спортс Сіті Стедіум, Сана |